# Glucoproteína

Monosacáridos (cuadrados, círculos, rombos de colores) unidos a la asparagina de un polipéptido (N-glucosilación)

Fórmulas estructurales de azúcares en las glicoproteínas si.

Las glucoproteínas o glicoproteínas son moléculas compuestas por una proteína unida a uno o varios glúcidos, simples o compuestos. Destacan entre otras funciones la estructural y el reconocimiento celular cuando están presentes en la superficie de las membranas plasmáticas (glucocáliz).
El término se usa en general para referirse a una molécula de dimensiones específicas, integrada normalmente por uno o más oligosacáridos unidos de modo covalente a cadenas laterales específicas de polipéptidos. Suelen tener un mayor porcentaje de proteínas que de glúcidos. Los términos proteoglicano y peptidoglucano designan agregados masivos formados por glúcidos y proteínas o séptimos péptidos, para los cuales la palabra molécula no tiene significado preciso. Las 
partículas de proteoglicanos tienen un mayor porcentaje de glúcidos que de proteínas.

## Características generales
Existen en todo tipo de organismos, aunque prevalecen sobre todo en los líquidos y en las células de los animales, en las que tienen muchas funciones. Se encuentran muy difundidas en las membranas de las células o en asociación como componentes de la cubierta superficial.[cita requerida]

### Funciones
Las glicoproteínas son varias hormonas, anticuerpos, diversas enzimas, proteínas receptoras, proteínas de adhesión celular, factores de crecimiento, proteínas de reconocimiento celular, proteínas que confieren las características de los grupos sanguíneos, proteínas que dan estabilidad estructural a conjuntos plurimoleculares, etc.
Es lógico preguntarse cual sería la razón de la presencia del glúcido. Una propuesta es que la fijación de azúcares a una proteína es la etiqueta química con la que se identifican las proteínas destinadas a utilizarse fuera de la célula o en la trama membranosa de esta. Así, las proteínas que se conservarán y usarán en el citoplasma de la célula no están glucosiladas.
| Función                                                        | Glucoproteínas |
| -------------------------------------------------------------- | --- |
| molécula estructural                                           | Colágenos |
| Lubricante y agente protector                                  | Mucinas |
| molécula de transporte                                         | Transferrina, ceruloplasmina |
| molécula inmunológica                                          | Inmunoglobulinas, antígenos de histocompatibilidad |
| Hormona                                                        | Gonadotropina coriónica humana, Tirotropina |
| Enzima                                                         | Varias, p.ej., fosfatasa alcalina, patatina |
| sitio de reconocimiento en vinculación de células              | Varias proteínas están involucradas en los contactos célula–célula (p.ej., esperma–oocito), virus–célula, bacteria–célula, e interacciones hormona–célula |
| Antifreeze protein                                             | Ciertas proteínas del plasma de peces de aguas frías |
| Interacción con carbohidratos específicos                      | Lectinas, selectinas (lectinas de la adhesión de céclulas), anticuerpos                                                                                   |
| Receptores bioquímicos                                         | Varias proteínas relacionadas con acción de medicamentos y hormonas                                                                                       |
| Glucoproteínas que afectan al plegamiento de ciertas proteínas | Calnexina, calreticulina |
| Regulación del desarrollo                                      | Ruta de señalización Notch y sus análogos, proteínas clave en el desarrollo                                                                               |
| Hemostasis (y trombosis)                                       | glucoproteínas específicas de las membranas de superficie de los plaquetas                                                                                |

#### Hormonas
Las hormonas que son glucoproteínas tienen dos subunidades, por lo que se denominan diméricas. Dado que las subunidades son diferentes, son hormonas hetero-diméricas.

La subunidad alfa (α) es común a varias hormonas es denominada Glycoprotein hormones alpha chain (GLHA).

Otras denominaciones son: Anterior pituitary glycoprotein hormones common subunit alpha, Chorionic gonadotrophin subunit alpha (CG-alpha), Follicle-stimulating hormone alpha chain (FSH-alpha).

Estas hormonas difieren en su subunidad beta (β) que es específica de cada hormona y le aporta su actividad biológica.

La subunidad alfa (α) humana, está formada por 116 aminoácidos (aa) y tiene una masa  molecular de 13.075 Daltons.

Estas hormonas se unen a receptores específicos en las células objetivo que, a su vez, activan las vías de señalización aguas abajo. 
- Hormona foliculoestimulante FSH
- Hormona luteinizante LH
- Tirotropina TSH
- Gonadotropina coriónica humana HCG
- Alfa-fetoproteína
- Eritropoyetina

### Estructura
Como grupo, las glucoproteínas manifiestan grandes diferencias en su contenido de glúcidos, el cual fluctúa de menos del 1 % hasta el 80 % del peso total. Las que tienen más de 4 % de glúcidos se llaman en ocasiones mucoproteínas porque poseen una gran viscosidad.
La unión covalente con el péptido se realiza mediante un enlace glucosídico con la cadena lateral de residuos de serina, treonina o asparagina.
Los grupos oligosacáridos unidos al grupo -OH de la serina y la treonina se llaman 'O-ligados', mientras que los fijos al grupo amida -NH2 de la asparagina se llaman 'N-ligados'. El número de grupos oligosacáridos por molécula de proteína es variable, pero todos los grupos de la molécula suelen ser idénticos.
Los azúcares más comunes en tales oligosacáridos son la D-galactosa, la D-glucosa, la D-manosa, 
la L-fucosa, la N-acetil-D-glucosamina, etc.

### Tipos de glicosilación

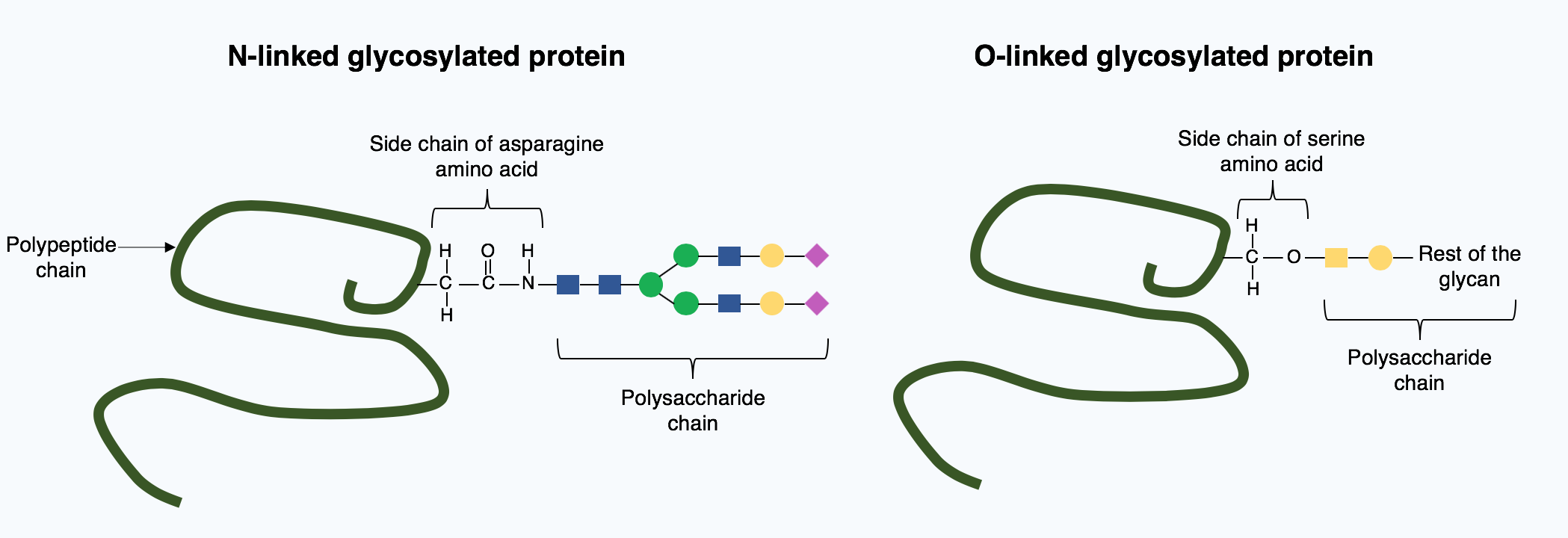
Glucoproteínas con N-glicosilación y O-glicosilación.

Existen varios tipos de glicolsilación aunque los dos primeros son los más comunes:
- En la  N-glicosilación, los azúcares se unen al nitrógeno, generalmente en la amida de la cadena lateral la asparagina.
- En la O-glicosilación, los azúcaresse unen al oxígeno generalmente en la  serina o la treonina, pero también en la tirosina o en aminoácidos no canónicos como la hidroxilisina y la hidroxiprolina.
- En la P-glicosilación, los azúcares se unen al  ácido fosfórico de una  fosfoserina.
- En la C-glicosilación, los azúcares se unen directamente al carbono, como en la adición de  manosa al triptófano.
- En la S-glicosilación, se une una beta-GlcNAc al átomo de azufre de un residuo de cisteina.[5]
- En la  glipiación, se une  un glicolípido Glicosilfosfatidilinositol al extremo C de un polipéptido, sirviendo como anclaje de la membrana.
- En la gliciación, también denominada glicosilación no-enzimática, los azúcares se enlazan covalentemente con una molécula de proteína o lípido, no con el efecto de control de una enzima, sino a través de una  reacción de Maillard.

## Monosacáridos

Ocho azúcares comúnmente encontrados en las glicoproteínas

Los monosacáridos comúnmente encontrados en las glucoproteínas eucariotas incluyen:
| Azúcar                    | Tipo                                    | Abreviatura |
| ------------------------- | --------------------------------------- | ----------- |
| β-D-Glucosa               | Hexosa                                  | Glc         |
| β-D-Galactosa             | Hexosa                                  | Gal         |
| Manosa: D-Manosa.         | Hexosa                                  | Man         |
| α-L-Fucosa                | Deoxihexosa                             | Fuc         |
| N-Acetylgalactosamina     | Aminohexosa                             | GalNAc      |
| N-Acetylglucosamina       | Aminohexosa                             | GlcNAc      |
| Ácido N-Acetylneuraminico | Ácido Aminononulosonico (Ácido Sialico) | NeuNAc      |
| Xilosa                    | Pentosa                                 | Xyl         |

Los grupos monosacáridos pueden ayudar en el plegado de proteínas, mejorar la estabilidad de las proteínas y están involucrados en las señales celulares.

## Reconocimiento celular
Los grupos sanguíneos dependen del tipo de glicoproteína que contienen la membrana de los eritrocitos; el grupo A tiene como oligosacárido una cadena de N-acetilgalactosamina, mientras que el grupo B tiene una cadena de galactosa, y por tanto, el grupo AB presenta los dos tipos de glicoproteínas y el grupo 0 carece de ambos. Para determinar el grupo sanguíneo se usan antisueros, que contienen anticuerpos que reconocen determinado tipo de glucoproteína (el antisuero A reconoce la glucoproteína A). El conocimiento del grupo sanguíneo es importante para hacer transfusiones y evitar la formación de coágulos que provocan infartos y trombosis cerebrales mortales.

## Análisis
Se usan una variedad de métodos de análisis en la detección, purificación y análisis estrcutural de glucoproteínas: 525 
| Método                                                                                 | Uso |
| -------------------------------------------------------------------------------------- | --- |
| Técnica de Schiff                                                                      | Detecta glucoproteínas como bandas rosas después de una separación por electroforesis. |
| Incubación de células cultivadas con bandas radiactivas de glucoproteínas              | Permite la detección de azúcares marcados radiactivamente después de una separación por electroforesis. |
| Tratamiento con endo- o exo-glicosidasas o fosfolipasas apropiadas                     | Los desplazamientos en la migración en la electroforesis ayudan a distinguir entre proteínas con N-glicanos, O-glicanos, o enlaces GPI y también entre N-glicanos con alto contenido en manosa y N-glicanos complejos. |
| Cromatografía en columna con Agarosa-lectina, cromatografía de afinidad a las lectinas | Para purificar glucoproteínas o glucopéptidos que se unen a la lectina particular utilizada. |
| Electroforesis de afinidad a la Lectina                                                | Ayudan a distinguir y caracterizar variantes de la glucoproteína que difieren en el carbohidrato. |
| Análisis de composición después de hidrólisis ácida                                    | Identifica azúcares en las glucoproteínas y su estoiquiometria. |
| Espectrometría de masas                                                                | Proporciona información sobre la masa molecular, composición, secuencia, y algunas veces la ramificación de la cadena de glicano. |
| Espectroscopia de resonancia magnética nuclear                                         | Para identificar azúcares específicos, su secuencia, enlaces, y la naturaleza de la cadena glucosídica. |
| Dispersión de luz multiángulo (Multi-angle light scattering)                           | En combinación con la cromatografía de exclusión de tamaño, absorción ultravioleta y refractometría diferencial, proporciona información sobre la masa molecular, la relación proteína-carbohidrato, el estado de agregación, tamaño, y agunas veces la ramificación de la cadena de glicano. En combinación con con el análisis del gradiente de composición, analiza las asociaciones para determinar la afinidad de enlacesy la estoquiometría con proteínas o carbohidratos en solución sin labelizar. |
| Interferometría de polarización dual                                                   | Mide los mecanismos de las interacciones entre las biomoléculas, tasas de reacción, afinidades y cambios conformacionales. |
| Análisis de la metilación                                                              | Para determinar los enlaces entre los azúcares. |
| Secuenciación de aminoácidos o de cDNA                                                 | Determinación de la secuencia de aminoácidos. |

## Síntesis
La glicosilación de las proteínas tiene una gran variedad de aplicaciones, desde influir en la comunicación entre células hasta cambiar la estabilidad térmica y el plegamiento de las proteínas.. Debido a las capacidades únicas de las glicoproteínas, se pueden utilizar en muchas terapias. Al comprender las glicoproteínas y su síntesis, se pueden utilizar para tratar el cáncer, la enfermedad de Crohn, el colesterol alto, etc.
El proceso de glicosilación (unión de un carbohidrato a una proteína) es una modificación postraduccional, lo que significa que ocurre después de la producción de la proteína. La glicosilación es un proceso al que se someten aproximadamente la mitad de todas las proteínas humanas e influye en gran medida en las propiedades y funciones de la proteína. Dentro de la célula, la glicosilación se produce en el retículo endoplásmico.

## Distinción entre glucoproteínas y proteoglicanos
Citando las recomendaciones de la IUPAC:
Una glicoproteína es un compuesto que contiene un carbohidrato (o glicano) unido covalentemente a una proteína. El carbohidrato puede estar en forma de monosacárido, disacárido(s), oligosacárido(s), polisacárido(s) o sus derivados (por ejemplo, sulfo o fosfo-sustituido). Pueden estar presentes una, varias o muchas unidades de carbohidratos. Los Proteoglicanos son una subclase de glicoproteínas en las que las unidades de carbohidratos son polisacáridos que contienen amino azúcares. Estos polisacáridos también se conocen como glicosaminoglicanos.

## Terminología: ¿glucoproteínas o glicoproteínas?
Hay una discusión sobre si se debe usar el término glucoproteínas o glicoproteínas.
La raíz griega glykys- (dulce) utilizada a partir del siglo XIX por los químicos franceses para denominar a múltiples sustancias químicas de origen glucídico ha pasado tradicionalmente en español a la forma "gluco-", a diferencia del inglés en que se usan tanto "gluco-" (que expresa relación con la glucosa) como "glyco-" (que expresa relación con los glúcidos). Por lo tanto en español se aconseja evitar el anglicismo "glicoproteína" y usar siempre "glucoproteína" para referirse a moléculas que contienen proteínas y glúcidos.